# المرأة في البوسنة والهرسك

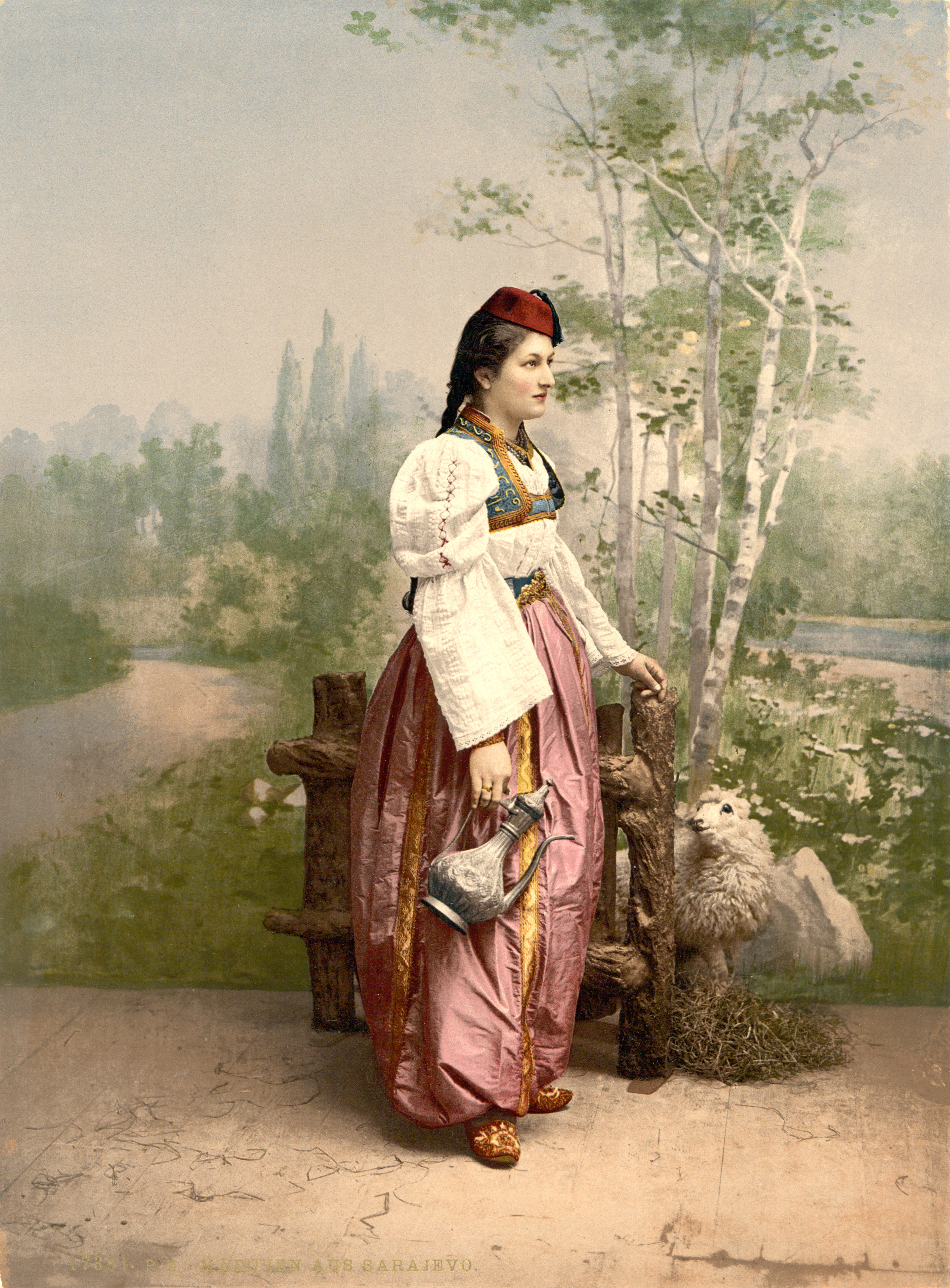
فتاة بوسنية من سراييفو سنة 1890.

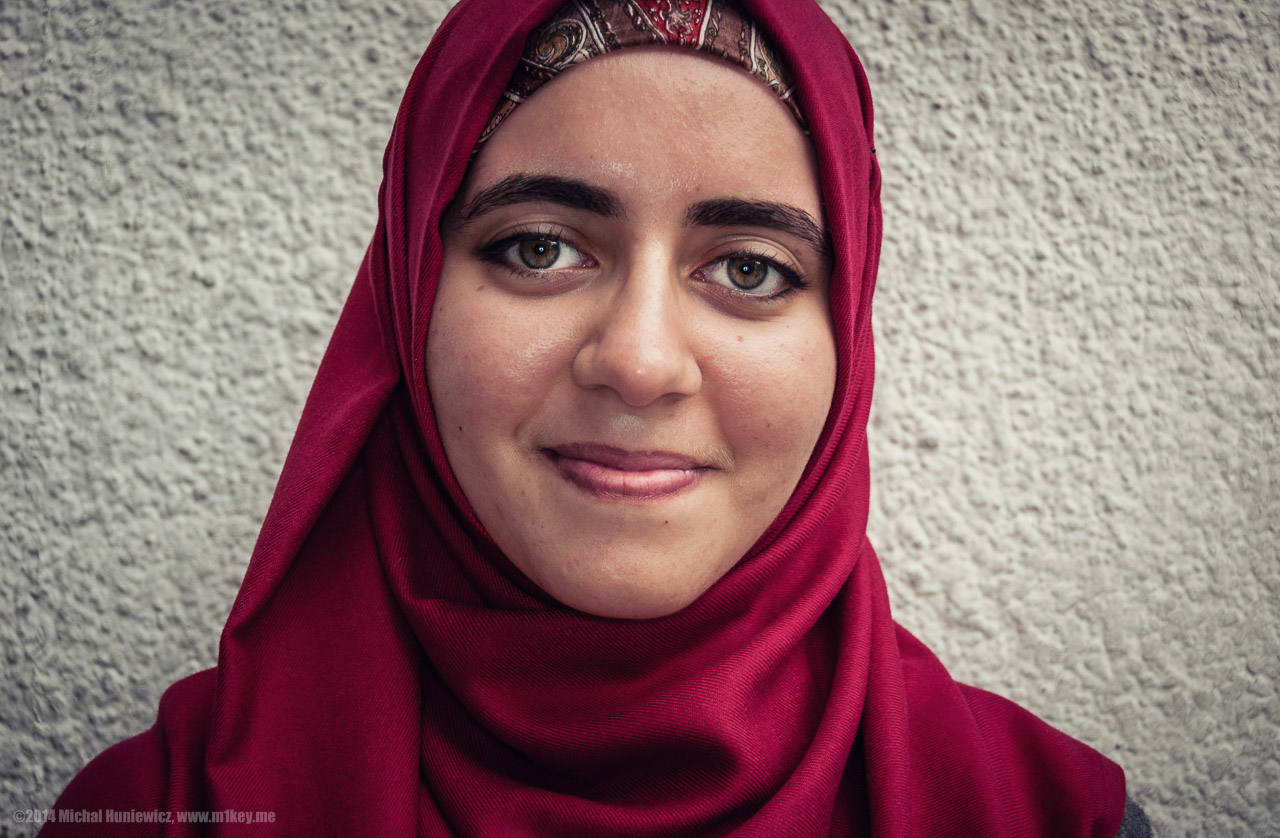
امرأة مسلمة من البوسنة عام 2014

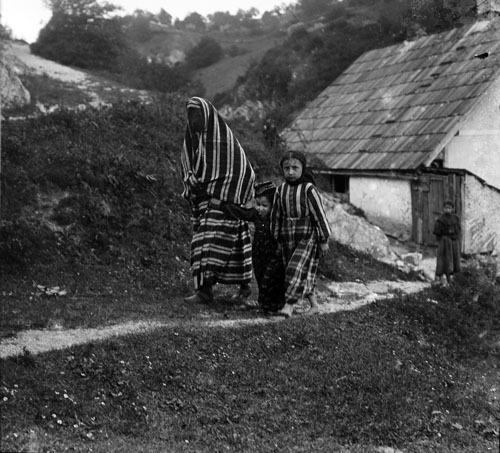
سيدة وطفلة بوسنيتين خلال القرن 20.

المرأة في البوسنة والهرسك أو المرأة البوسنية هي المرأة الأوروبية القاطنة في البوسنة والهرسك. حسب الصندوق الدولي للتنمية الزراعية فإن المرأة البوسنية تحولت إلى ثلاث أنواع تقليديا بعد انقضاء حرب البوسنة والهرسك بين سنتي 1992 و1995، سميتا ب «التحول من الحرب إلى السلام»، «التحول الاقتصادي» و«التحول السياسي».

## خلفية
طالبت البوسنة والهرسك باستقلالها في 1991، وفي 1992 نالته بعد تقسيم جمهورية يوغوسلافيا. لكنها سرعان مادخلت في حرب البوسنة والهرسك التي عرف مجازر وعنف تحت ماسمي بالتطهير العرقي في الحرب البوسنية. الآن المجتمع البوسني خليط بين مختلف الأعراق والديانات حيث يعيش في البوسنة والهرسك:
الأعراق:
- بوشناق بنسبة 48.4%
- الصرب بنسبة 32.7%
- الكروات بنسبة 14.6%
- آخرين بنسبة 4.3%

الديانات:
- الإسلام بنسبة 40%
- أرثوذكسية بنسبة 31%
- كاثوليكية رومانية بنسبة 15%
- آخر بنسبة 14% (اعتبارا من 2013)

أغلبية السكان من الريف: فقط 39.8% من مجموع السكان مدنيون. يرتفع معدل القراءة والكتابة ل15 سنة فما فوق للرجال بنسبة 99.5%، بينما النساء فهي 97.5% منذ 2015.

## المساواة بين الجنسين
حسب دستور البوسنة والهرسك، فإن قانون المساواة بين الجنسين لسنة 2003 تم تمريره لترقية مفهوم المساواة بين الرجل والمرأة في حق التصويت إضافة إلى حقوق أخرى. حيث يضمن الدستور 30% من المقاعد البرلمانية للنساء.

## أدوارها
دور المرأة في التقاليد البوسنية العتيقة انحصر في الأعمال المنزلية كالطبخ والكنس وتربية الأطفال، واستمر ذلك إلى مابعد حرب البوسنة التي اثقلت كاهل الأسر اقتصاديا.
بعد انقضاء الحرب، بدأت المرأة البوسنية بالمطالبة بحقوقها في ظل النكسة الاجتماعية والاقتصادية التي حلت في البلد نتيجة للحرب، فهاجرت العديد منهن خارج البلاد بحثا عن مصدر رزق.

## الإعتداء الجنسي خلال حرب البوسنة
تعرضت النساء البوسنيات خلال الحرب البوسنية للعبودية الجنسية من طرف صرب البوسنة، حيث قُدِرت عدد النساء المتعرضات للاغتصاب بين 12 ألف و 50 ألف سيدة وفتاة غالبيتهم من المسلمات.
تم تحميل رادوفان كاراديتش الزعيم السياسي لصرب البوسنة والجنرال راتكو ملاديتش الذي قاد المليشيا الصربية بالإضافة للعديد من القادة السياسيين والعسكريين وشبه العسكريين المسؤولية عن تنظيم عمليات قتل المدنيين وتشريدهم، وقد أعلن الرئيس الصربي اعتقال ملاديتش في 26 مايو 2011 وتسليمه إلى محكمة العدل الدولية.
في فبراير 2007، أكدت محكمة العدل الدولية ما أصدرته محكمة جرائم الحرب في يوغسلافيا السابقة  بأن ماجرى في سريبرينيتسا كان إبادة جماعية.

## حقوق الإنجاب
قُدِرت حالات وفاة الأمومة في البوسنة والهرسك ب 11 سيدة متوفاة بين كل 100 ألف سيدة خلال 2015، أما معدل الخصوبة الكلي فهو 1.7 طفل حديث الولادة لكل سيدة في نفس السنة.

## العنف ضد المرأة
خلال السنوات الأخيرة، اتخدت البوسنة خطوات لنبذ العنف ضد المرأة. وذلك من خلال قانون حماية المرأة من العنف الأسري سنة 2005.